# Holy Grail
Holy Grail är Versailles tredje studioalbum. Det gavs ut den 15 juni 2011.

## Låtförteckning
| 1.           | Masquerade                        | Kamijo       | Kamijo       | 6:00  |
| 2.           | Philia                            | Kamijo       | Hizaki       | 5:56  |
| 3.           | Thanatos                          | Kamijo       | Masashi      | 4:32  |
| 4.           | Flowery                           | Kamijo       | Teru         | 3:59  |
| 5.           | Remember Forever                  | Hizaki       | Hizaki       | 6:35  |
| 6.           | Destiny -The Lovers-              | Kamijo       | Kamijo       | 6:40  |
| 7.           | Dry Ice Scream!! (Remove Silence) | Hizaki       | Hizaki       | 4:38  |
| 8.           | Threshold                         |              | Teru         | 1:59  |
| 9.           | Judicial Noir                     | Kamijo       | Hizaki       | 4:23  |
| 10.          | Love Will Be Born Again           | Kamijo       | Kamijo       | 4:13  |
| 11.          | Vampire                           | Kamijo       | Kamijo       | 4:31  |
| 12.          | Faith & Decision                  | Kamijo       | Hizaki       | 16:28 |
| 13.          | The Theme of Holy Grail           |              | Kamijo       | 1:26  |
| Total längd: | Total längd:                      | Total längd: | Total längd: | 71:20 |

| 1. | Masquerade (Vídeo musical)           | Kamijo | Kamijo |  |
| 2. | Vampire (Vídeo musical)              | Kamijo | Kamijo |  |
| 3. | Destiny -The Lovers- (Vídeo musical) | Kamijo | Kamijo |  |
| 4. | Philia (Vídeo musical)               | Kamijo | Hizaki |  |

| 1. | Masquerade (Kamijo Version) (Vídeo musical)  | Kamijo | Kamijo | 6:12 |
| 2. | Masquerade (Hizaki Version) (Vídeo musical)  | Kamijo | Kamijo | 6:19 |
| 3. | Masquerade (Teru Version) (Vídeo musical)    | Kamijo | Kamijo | 6:18 |
| 4. | Masquerade (Masashi Version) (Vídeo musical) | Kamijo | Kamijo | 6:13 |
| 5. | Masquerade (Yuki Version) (Vídeo musical)    | Kamijo | Kamijo | 6:12 |
| 6. | Kamijo Interview & Making of                 |        |        | 9:19 |